# Galleria San Federico
La Galleria San Federico est une galerie marchande située entre la Via Roma (it) et la Piazza San Carlo à Turin dans le Piémont.

## Description
La Galleria San Federico prend le nom du saint à qui était dédié le site préexistant.
Remplaçant une galerie construite en 1856 selon un projet de l'architecte Barnaba Panizza, le passage couvert actuel rassemble trois élégantes voies de circulation, en forme de T, ornées de marbres blanc et noir. Depuis son ouverture en 1933, la galerie San Federico abrite de nombreux établissements de caractère comme le Caffè La Meridiana, remplacé en 1934 par le cinéma Lux, ainsi que de nombreuses enseignes de prestige.
Durant de nombreuses années, l'adresse Galleria San Federico 14 a été le siège de la Juventus.

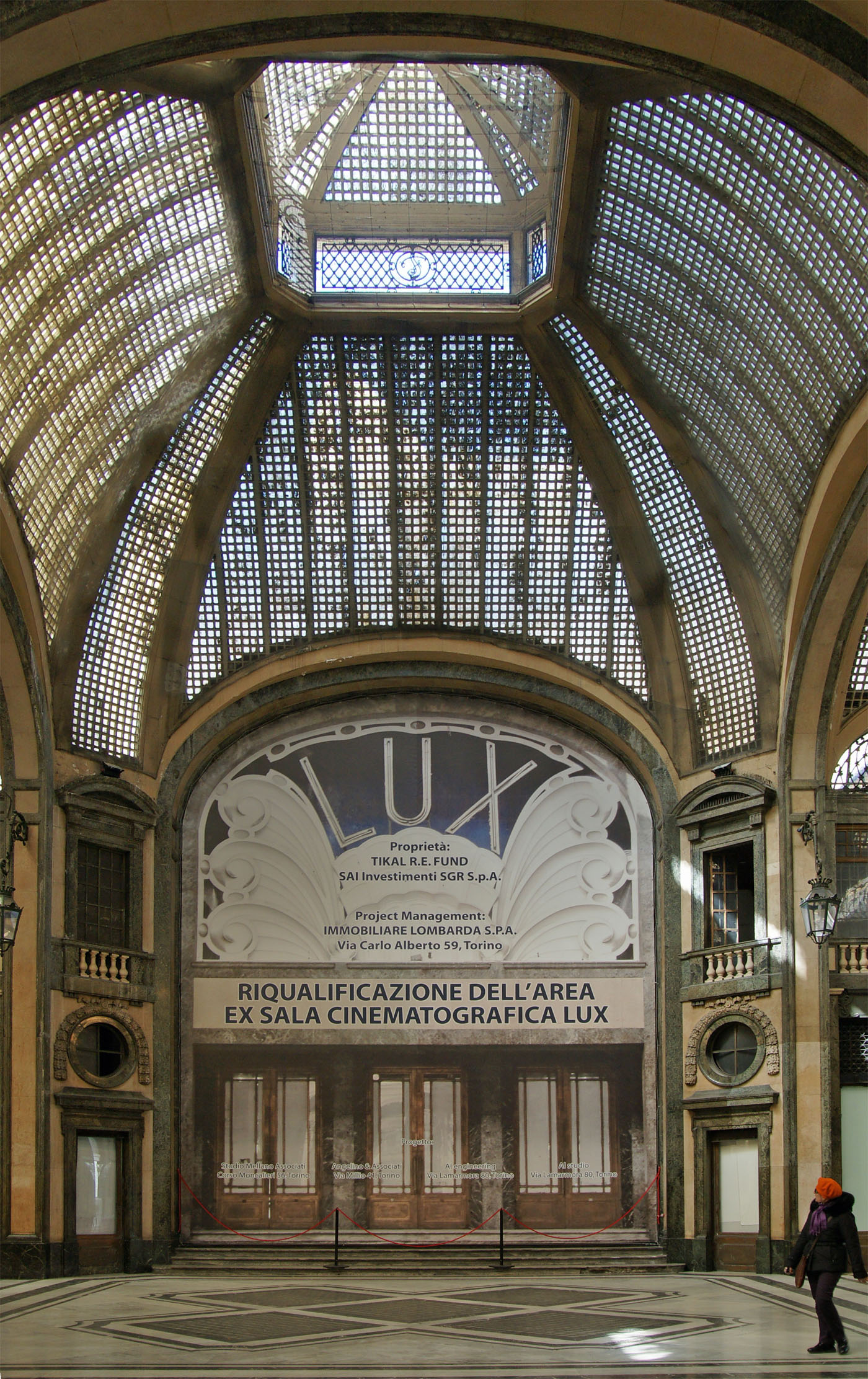
Le Cinema Lux dans la galerie.

## Source de traduction
- (it) Sei itinerari, un giro per la città.